# Държавно устройство на Азербайджан
Азербайджан е полупрезидентска република.

## Президент
В съответствие с конституцията от ноември 1995 г. (с включените изменения), Азербайджан е президентска република. Държавен глава е президентът, избран чрез преки избори за петгодишен мандат.
Постът президент е въведен в Република Азербайджан през 1991 година, когато за първи президент е избран Аяз Муталибов. Първоначално конституцията ограничава броя мандати на президента до два, но конституционна промяна през 2009 г. сваля това ограничение.
Президентът е държавен глава на Азербайджан, представлява страната в чуждестранните отношения, олицетворява единството на народа, представлява гарант за независимостта и териториалната цялост на страната, спазването на международните споразумения и договори, гарант за независимостта на съдебната власт и върховен командващ Въоръжените сили. На държавния глава са предоставени и големи правомощия в законодателната и изпълнителната власт. 
Действащият президент на Азербайджан от 2003 г. е Илхам Алиев, който поема властта от баща си Хейдар Алиев. Първата дама Мехрибан Алиева от 2017 г. е също и вицепрезидент на Азербайджан.

## Органи на законодателната и изпълнителната власт
Законодателната власт е еднокамерен парламент, Мили Меджлис, избиран за 5 години. Право на глас имат гражданите на страната, които са навършили 18-годишна възраст. 
Върховен орган на изпълнителната власт е кабинетът на министрите, назначен от президента и одобрен от Мили Меджлис. Началник на кабинета е министър-председателят. Президентът назначава и всички в кабинета на ниво държавни администратори (министри, ръководители на други централни изпълнителни органи).
В административно отношение Азербайджан е разделен на 59 области, 11 града и автономната република Нахичеван. Последната има своя собствена конституция, собствен парламент и правителство.

## Съдебна система
Съдебната система на страната като цяло е близка до съществуващите в страните от бившия Съветски съюз. Най-високата съдебна инстанция е Върховният съд, избиран от парламента за срок от пет години. Съдът се състои от камарата на наказателни и граждански дела. Съдебните производства се осъществяват от местните съдилища. Действа Конституционен съд.

## Политически партии
От началото на 1990 г. в Азербайджан официално действа многопартийна система, но опозицията обвинява правителството в авторитарно управление и преследване на дисиденти. Управляващата партия, която доминира на политическата сцена в страната – Нов Азербайджан (НА). Тя е основана през 1992 г. от бившия първи секретар на Комунистическата партия (1969 – 1982), Х.А.Алиев, който по това време е начело на Нахичеванската автономна република. Партията заема умерено консервативната позиция с цел да преобразува Азербайджан в модерна светска държава с пазарна икономика. Спечелва парламентарните избори през 1996 година. През 2000 г., спечелва 75 от 125 места в Мили Меджлис. След като се оттегля от политическата сцена президента Х.А. Алиев, ръководител на НА става фактически новият президент Илхам Алиев.

### Опозиционни партии
Азербайджанската партия „Национален фронт“ е основана през 1989 г. като либерално-националистическо обединение и управлява през 1992 – 1993. На изборите през 2000 година печели 6 места в Мили Меджлис. Лидерите ѝ са Али Каримли, Мирмахмуд Мирали-огли, Кудрат Хасангулиев.
Партия Гражданска солидарност – либерална. На изборите през 2000 година печелят 3 места в парламента. Лидер – Сабир Рустанмханли.
Комунистическата партия на Азербайджан – възстановява се отново през 1993 г., наследник на Комунистическата партия. През 2000 г. тя спечелва 2 места в парламента. Лидер – Рамиз Ахмадов.
Партия за Национална независимост – основана през 1992 г., дясна партия. Създадена от бивши членове на Народния фронт. През 2000 г. тя спечелва две места в Мили Меджлис. Лидер – Етибар Мамедов.
Също така има: Либерална партия (Лидер – Лала Шевкет Хаджиева) Демократическа партия (лидер – Расул Гулиев), Партия Алианс за Азербайджан (1 място); и др.

## Въоръжени сили
Една от първите стъпки, които последваха обявяването на независимост, е било създаването на Министерството на отбраната, чиято задача била да реформира въоръжените сили. Въоръжените сили включват сухопътни войски, флот, военновъздушни сили, сили за противовъздушна отбрана и граничари. Въоръжените сили са 69 500 души. Военните разходи на Азербайджан се оценяват на 40 млрд. манати (77 млрд. лв.).

## Външна политика
21 декември 1991 година Азербайджан се присъединил към Общността на независимите държави (ОНД). На 2 март 1992 година той е бил приет в ООН, а по-късно присъединен и към други международни организации. Специални отношения се поддържат със съседните мюсюлмански страни – Турция и Иран. Към нерешените международни въпроси се отнасят Карабахският проблем и липсата на споразумение за границите между Азербайджан, Иран, Казахстан, Русия и Туркменистан в Каспийско море.
През 1999 г. е сключено Споразумение за партньорство и сътрудничество между ЕС и Азербайджан в широк кръг от области.
Азербайджан е със статут на поканен член на Съвета на Европа и е член на Европейската банка за възстановяване и развитие (ЕБВР), Международната банка за възстановяване и развитие (МБВР), на Организацията за ислямско сътрудничество (ОИС), ОССЕ, НАТО „Партньорство за мир“, Световна търговска организация (СТО) със статут на наблюдател и т.н.

## История
В Азербайджанската съветска социалистическа република органите на управление на местно ниво включвали Комунистическата партия, Съвета на народните депутати и изпълнителния комитет, а на Републиканската – Централния комитет на Комунистическата партия на Азербайджан, Висшия съвет и Съвета на министрите. Централният комитет на комунистическата партия на Азербайджан взимал решения, Висшият съвет ги предоставял под формата на закони, а Министерският съвет осигурявал изпълнението на законите и техните решения. От 1969 – 1982 република Азербайджан била ръководена от първи секретар на ЦК Хейдар Алиев, а след това станал първият заместник-председател на Министерския съвет в СССР. През 1987 г. Алиев се връща в Баку и е назначен за председател на Върховния Меджлис на Нахичеванската автономна република.